# Hône
Hône é uma comuna italiana da região do Vale de Aosta com cerca de 1.146 habitantes. Estende-se por uma área de 12 km², tendo uma densidade populacional de 96 hab/km². Faz fronteira com Arnad, Bard, Donnas, Pontboset.

## Demografia
| Variação demográfica do município entre 1861 e 2011                               |
|                                                                                   |
| Fonte: Istituto Nazionale di Statistica (ISTAT) - Elaboração gráfica da Wikipedia |